# 本田大河
本田 大河（ほんだ たいが、2000年2月24日 - ）は、日本の俳優、ダンサーである。ミュージカルを中心に活動。北海道札幌市出身。

## 略歴
2歳でダンススタジオ舞人にてダンスを始める。
2008年より「ALL JAPAN SUPPER KIDS DANCE CONTEST」3年連続全国大会に出場。
2011年から劇団四季「ライオンキング」札幌公演にて初代ヤングシンバ役を演じる。
これを機に、ミュージカルの世界に踏み入れる。
大阪芸術大学の舞台芸術学科・ミュージカルコースにて、踊りと歌、演劇を学ぶ。2022年3月 大学卒業。

## 出演

### 舞台

#### 2011年
- 劇団四季ミュージカル「ライオンキング」(2011年3月27日 - 2012年9月8日 北海道四季劇場) - ヤングシンバ役

#### 2014年
- Japan Contemporary Dance Network「踊りに行くぜ!!セカンドvol.4」札幌公演 Bプログラム 「Avecアヴェク～とともに」出演(2014年1月10日)[4][5]

#### 2016年
- Japan Contemporary Dance Network「踊りに行くぜ!!Ⅱセカンドvol.6」Cプログラム「人性」 作・演出・構成・振付・出演：本田大河　(2016年01月16日) [1][6][7]

#### 2017年
- 劇団千年王國「狼王ロボ」(2017年1月28日 - 2月4日 北海道 北海道立道民活動センター)[8]

#### 2019年
- 北海道ダンスプロジェクト公演「HDP DANCE PREMIUM 2019」 (2019年9月22日 札幌文化芸術劇場 hitaru) 札幌文化芸術劇場 hitaru オープニングシリーズ公募企画事業[9]

#### 2021年
- 令和２年度大阪市演劇鑑賞会「世界でいちばんやかましい音」(2021年3月26 - 28日 阿倍野区民センター小ホール)[10]
- ミュージカル「ロミオ&ジュリエット」(2021年5月21日 - 6月13日 東京・TBS赤坂ACTシアター、7月3日 - 11日 大阪・梅田芸術劇場メインホール) - スウィング　[11][12]
- ブロードウェイ・ミュージカル「ニュージーズ」(2021年10月9日 - 10月30日 東京・日生劇場、11月11日 - 11月17日 大阪・梅田芸術劇場メインホール)[13]

#### 2022年
- ミュージカル「リトルプリンス」（2022年1月8日 - 31日、シアタークリエ / 2月4日 - 6日、日本特殊陶業市民会館ビレッジホール）[14]
- ミュージカル「ガイズ＆ドールズ」（2022年6月9日 - 7月9日、帝国劇場 / 7月16日 - 29日、博多座）[15]
- ブロードウェイ・ミュージカル「バイ・バイ・バーディー」（2022年10月18日 - 30日 神奈川 / 11月5日 - 7日 大阪 / 11月10日 東京 上演) - アンサンブル[16][17]

#### 2023年
- ミュージカル「マチルダ」（プレビュー公演：2023年3月22日 - 3月24日、2023年3月25日 - 5月6日、東京・東急シアターオーブ / 5月28日 - 6月4日、梅田芸術劇場メインホール） - マイケル・ワームウッド役、トミー役、ナイジェル役 [18]
- せたがやこどもプロジェクト 2023 アミューズ×世田谷パブリックシアター ミュージカル「カラフル」（2023年7月22日 - 8月6日、東京・世田谷パブリックシアター / 8月12・13日、兵庫・兵庫県立芸術文化センター 阪急中ホール / 8月19・20日、茨城・水戸芸術館ACM劇場 / 2023年8月26・27日、愛知・春日井市民会館） - クラスメイト、チビ天使、タンゴ教室の先生役など[19]

#### 2024年
- ミュージカル「トッツィー」(2024年1月10日 - 3月30日 東京、大阪、愛知、福岡、岡山)[20]
- ブロードウェイ・ミュージカル「ニュージーズ」(2024年10月9日 - 29日、日生劇場 / 2024年11月3・4日、兵庫県立芸術文化センター KOBELCO 大ホール / 2024年11月9日 - 11日、福岡サンパレス ホテル＆ホール)[21]

#### 2025年
- ミュージカル「ケイン&アベル」（2025年1月 東京 / 2025年2月23日 - 3月2日 大阪・新歌舞伎座） - アンサンブル　[22]
- ブロードウェイミュージカル「キンキーブーツ」 （2025年4月27日 - 5月18日、東京・東急シアターオーブ / 5月26日 - 6月8日、大阪・オリックス劇場） - エンジェルス/スイング 役[23]
- ミュージカル「ナイツ・テイル -騎士物語-」ARENA LIVE (2025年8月上演予定 東京ガーデンシアター)[24]

### テレビ番組
- 「FNS歌謡祭 第2夜」(2023年12月13日放送回、FNS)  - ミュージカル「トッツィー」より
- 「MUSIC FAIR」（2023年12月16日放送回、フジテレビ） - ミュージカル「トッツィー」より「止められない Unstoppable」を披露(アンサンブルキャストとして出演)[25]
- NHK朝の連続テレビ小説「ブギウギ」(2023年後期放送)
- 「MUSIC FAIR」（2025年4月19日放送回、フジテレビ） - ミュージカル「キンキーブーツ」より「RAISE YOU UP～JUST BE」を披露(エンジェルス役として出演)[26]

### CD
- ミュージカル「ケイン＆アベル」2025年版キャスト ハイライト・ライヴ録音盤CD(2025年夏 発売予定)[27]

## 受賞
- 2010年「第39回 札幌文団協フェスティバル」札幌文化団体協議会芸術選賞特別賞受賞。 [28]